# 48447 Hingley
48447 Hingley este un asteroid din centura principală de asteroizi.

## Descriere
48447 Hingley este un asteroid din centura principală de asteroizi. A fost descoperit pe 10 octombrie 1990 la Tautenburg de Lutz Dieter Schmadel și Freimut Börngen. Asteroidul prezintă o orbită caracterizată de o semiaxă mare de 3,21 ua, o excentricitate de 0,07 și o înclinație de 15,5° în raport cu ecliptica.